# John Peebles Conn
John Peebles Conn (* 15. September 1883 in Midlothian; † 5. Februar 1960 in Glasgow) war ein schottischer Violinist, Dirigent und Musikpädagoge.

## Leben und Werk
John Peebles Conn studierte bei Niecks in Edinburg. 1902 gewann er das Bucher-Stipendium und besuchte von 1902 bis 1906 das Kölner Konservatorium. Hier studierte er bei Willy Heß und Bram Eldering Violine sowie bei Fritz Steinbach Dirigieren und bei Waldemar von Baußnern Komposition. Er unternahm in Prag bei Otakar Ševčík Aufbaustudien im Fach Violine.
John Peebles Conn war Konzertmeister des Dortmunder Philharmonischen Orchesters. Von 1909 bis 1914 wirkte John Peebles Conn als Konzertmeister und stellvertretender Dirigent des Städtischen Orchester in Bielefeld. Von 1919 bis 1922 wirkte er als Vize-Konzertmeister des Schottischen Orchesters und ab 1919 wirkte er als Musikpädagoge an der Athenaeum School of Musci in Glasgow.